# Gmina Dmosin
Dmosin ist ein Dorf und Sitz der gleichnamigen Gemeinde im Powiat Brzeziński der Woiwodschaft Łódź, Polen.

## Gemeinde
Zur Landgemeinde Dmosin gehören 25 Ortschaften mit einem Schulzenamt:
Borki
Dmosin
Dmosin Drugi
Dmosin Pierwszy
Grodzisk
Kałęczew
Kamień
Kołacin
Kołacinek
Koziołki
Kraszew
Kraszew Wielki
Kuźmy
Lubowidza
Nadolna
Nadolna-Kolonia
Nagawki
Nowostawy Dolne
Osiny
Szczecin
Teresin
Wiesiołów
Wola Cyrusowa
Wola Cyrusowa-Kolonia
Ząbki
Weitere Ortschaften der Gemeinde sind Dąbrowa Mszadelska, Janów, Michałów, Osiny-Zarębów, Praga, Rozdzielna und Zawady.

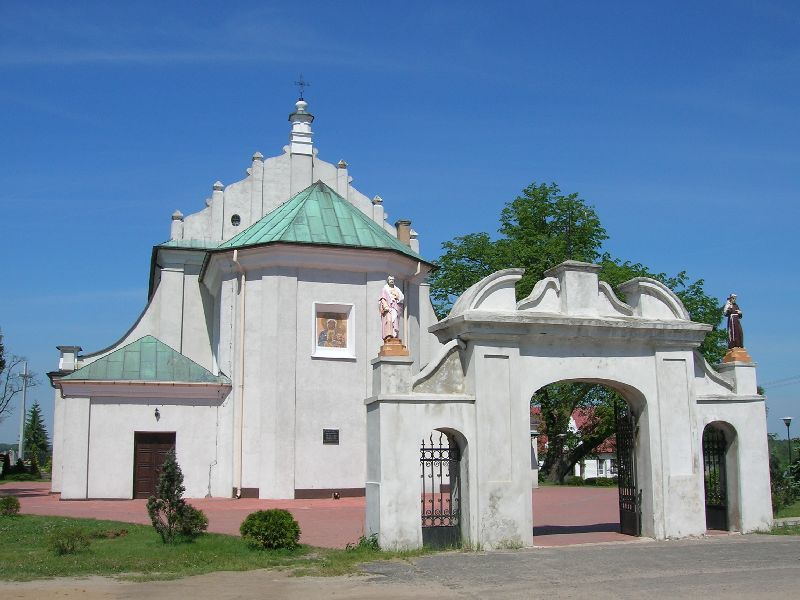
Die Pfarrkirche des Heiligen St. Andreas, Małgorzata (Polnische Denkmalnr. 612274)
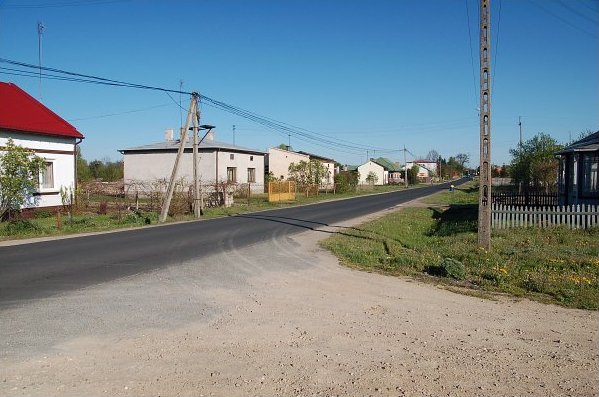
Ortsstraße in Dmosin

## Verweise